# Bahnhof Großmarkthalle (Frankfurt am Main)
Der Bahnhof Großmarkthalle war von 1928 bis 2004 der Güterbahnhof der Großmarkthalle im Frankfurter Stadtteil Ostend. Er wurde im Rahmen des Neubaus der Europäischen Zentralbank zur Erinnerungsstätte an der Frankfurter Großmarkthalle umgebaut und ist seit 22. November 2015 der Öffentlichkeit zugänglich.

## Bedeutung
Der gewerbliche Großmarkt, in dem vorwiegend Obst und Gemüse gehandelt wurde, hatte ein erhebliches Güterverkehrsaufkommen, das – ab den 1950er Jahren mit abnehmender Tendenz – zu einem erheblichen Teil auf der Schiene angefahren wurde. Der Güterbahnhof lag an der Städtischen Verbindungsbahn, die ihn sowohl an die Bahnstrecke Frankfurt–Hanau nach Osten als auch, über den Bahnhof Frankfurt-Griesheim, an die Main-Lahn-Bahn nach Westen anschloss. Mit der Aufgabe der Großmarkthalle 2004 wurde der Bahnhof aufgelassen und die Gleisanlagen anschließend abgetragen.

## Deportationen

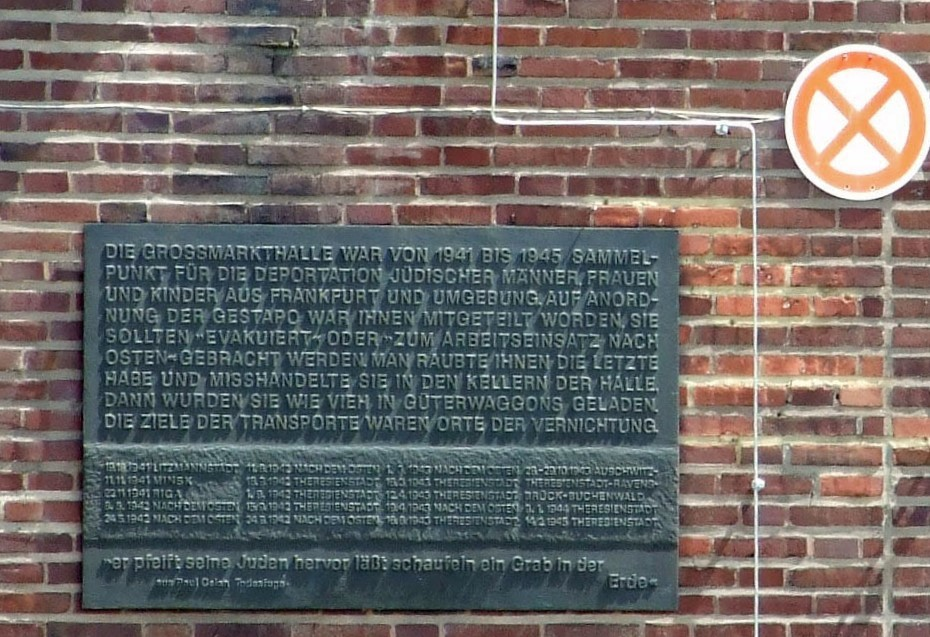
Gedenktafel zu den Deportationen jüdischer Menschen, zwischen 1941 und 1945

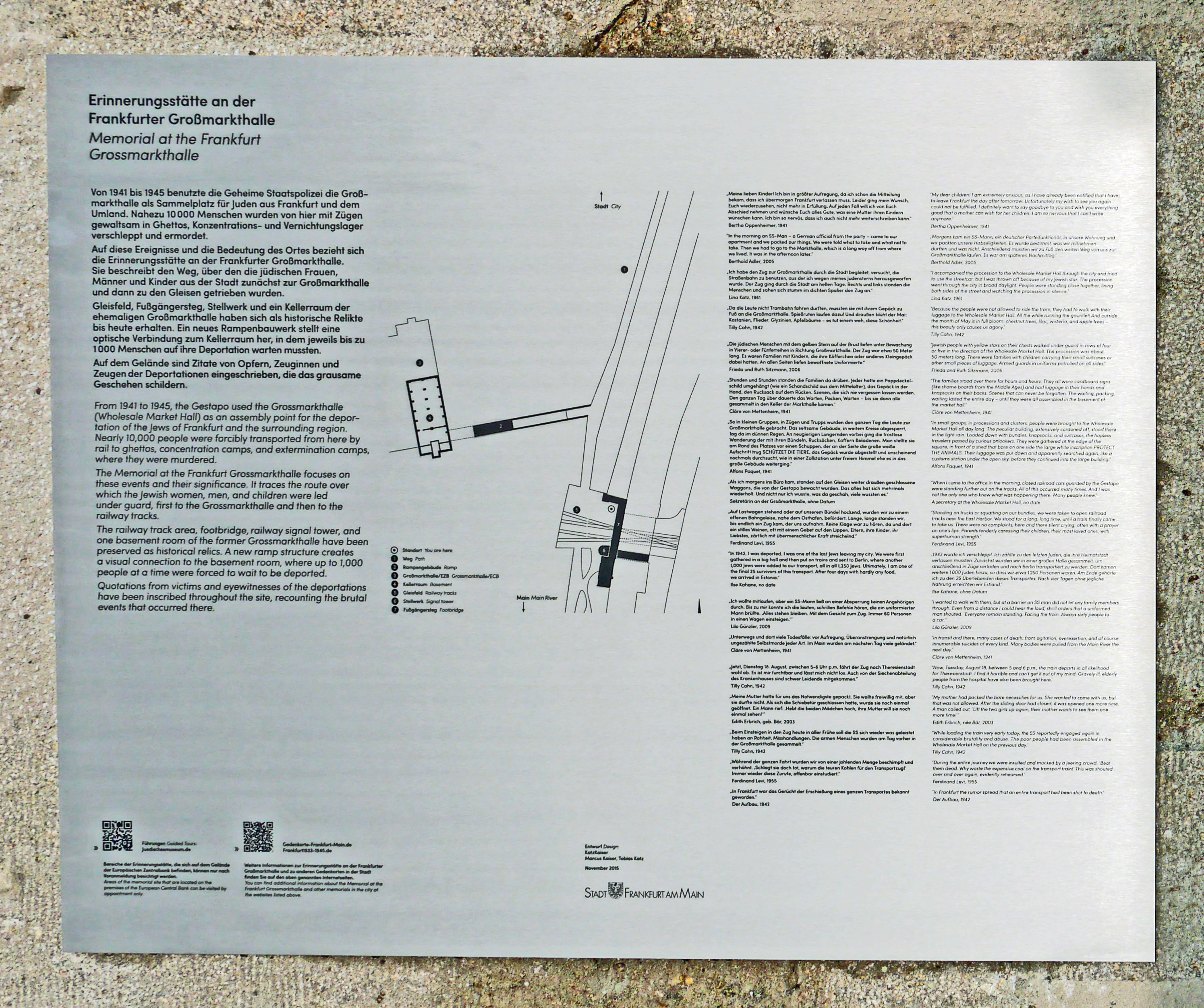
Informationstafel zur Gedenkstätte gegenüber dem Stellwerkgebäude auf dem Außengelände

Ab Oktober 1941 verwendeten die Nationalsozialisten die Kellerräume der Großmarkthalle als Sammelpunkt und den Güterbahnhof zur Deportation jüdischer Männer, Frauen und Kinder aus Frankfurt und Umgebung, zumeist in das KZ Theresienstadt, im Rahmen des Holocaust. Insgesamt wurden in 10 größeren und 18 kleineren Transporten bis Februar 1945 über 11.000 Menschen deportiert, von denen nur etwa 300 überlebten. Seit 1997 erinnert eine Gedenktafel daran.
Am 22. November 2015 wurde an diesem historischen Ort die Erinnerungsstätte an der Frankfurter Großmarkthalle eröffnet. Ein Teil der Erinnerungsstätte liegt auf dem extraterritorialen Gelände der Europäischen Zentralbank und ist nur im Rahmen von Führungen zu besichtigen, die vom Jüdischen Museum Frankfurt angeboten werden. Daneben existiert ein öffentlich zugänglicher Bereich entlang des Bahndamms zwischen Sonnemannstraße und Mainufer.

## Nachkriegszeit

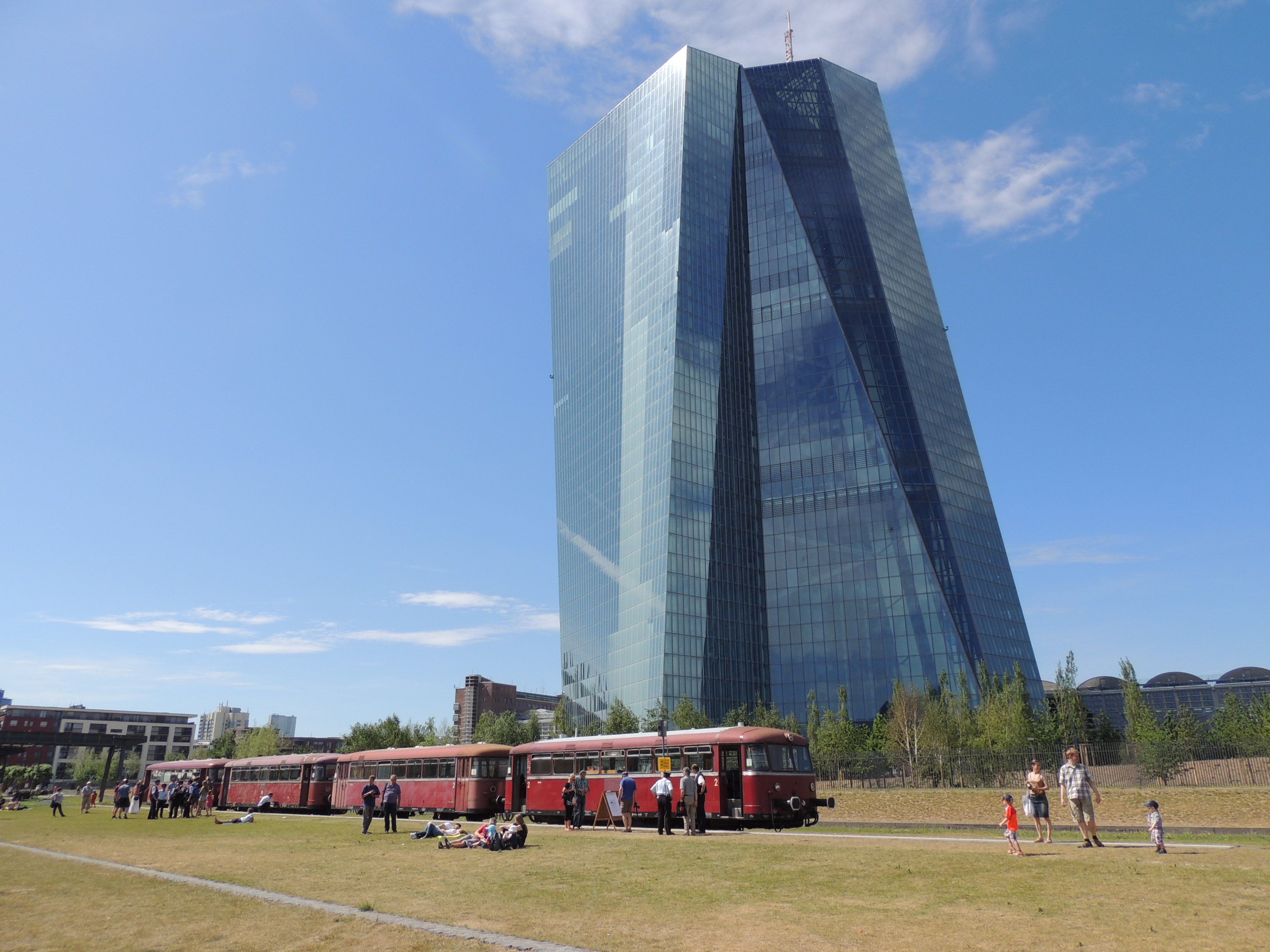
VT 98-Zugverband 2015 am Haltepunkt „Europäische Zentralbank“

Als 1945, nach dem Ende des Zweiten Weltkrieges, alle Frankfurter Eisenbahnbrücken über den Main zerstört waren und aufgrund der Trümmer und Zerstörungen an den Betriebsanlagen auch die Straßenbahnen in der Frankfurter Innenstadt nicht mehr fuhren, erlangte die Städtische Verbindungsbahn hohe Bedeutung für den städtischen und überörtlichen Verkehr: Sie stellte die einzige benutzbare Schienenverbindung zwischen den westlichen und den östlichen Gleisanlagen der Stadt dar. So kam auf ihr auch ein bescheidener Personenverkehr zustande: Die Frankfurt-Königsteiner Eisenbahn (FKE) führte ihre Züge vom 13. Juli bis zum 30. September 1945 aus dem Taunus über die Bahnhöfe Frankfurt-Höchst, Fahrtor, Großmarkthalle – der so kurze Zeit zum Personenbahnhof wurde – und Riederhöfe bis zum Bahnhof Frankfurt-Mainkur. Nach der Einstellung dieser Verbindung wurde dieser Haltepunkt für den Personenverkehr wieder aufgelassen. Im April 2015 wurde der Haltepunkt „Europäische Zentralbank“ von der Historischen Eisenbahn Frankfurt (HEF) eingerichtet.